# Skarlátfejű papagáj
A skarlátfejű papagáj (Pionopsitta pileata), korábban skarláthomlokú papagáj, a madarak osztályának papagájalakúak (Psittaciformes) rendjébe, a papagájfélék (Psittacidae) családjába és az araformák (Arinae) alcsaládjába tartozó faj.

## Előfordulása
Argentína, Brazília és Paraguay területén honos.